# Близнецы Нете
Близнецы Нете (итал. Le Gemelle Nete) — итальянская музыкальная группа, основанная в 1940 году сестрами Нета и Кина Костомана.

## Карьера
Анна (Нета) и Доменика (Kина) Костомана родились в 1911 году в г. Тринита (Кунео, Италия). На жизнь они начали зарабатывать вышиванием рубашек.
В 1940 они начали самостоятельно музицировать: Нета училась играть на гитаре, Чина — на мандолине. В течение более 40 лет они пели итальянскую поп-музыку.
В 1990 году Kина умерла, но несмотря на эту утрату Нета продолжала сольную карьеру или же пела с другими поп-группами.
Нета умерла в 2002 году.
Начиная с лета 2011 года муниципалитет Тринита каждые 2-3 года приглашает на праздник Nete Pride самые популярные итальянские группы. В память о легендарной группе в городе вновь и вновь льются песни Близнецов Нете.

## Дискография
- Amor di pastorello
- Balocchi e profumi
- Canti nuovi
- Creola
- Donna
- La piccola fioraia
- Ladra
- Meglio sarebbe
- Miniera
- Nina panca
- Sogni d’oro
- Stornelli campagnoli
- Tic e tic, tac e tac (Gira, rigira biondina)
- Un bacio a mezzanotte